# Marcus König

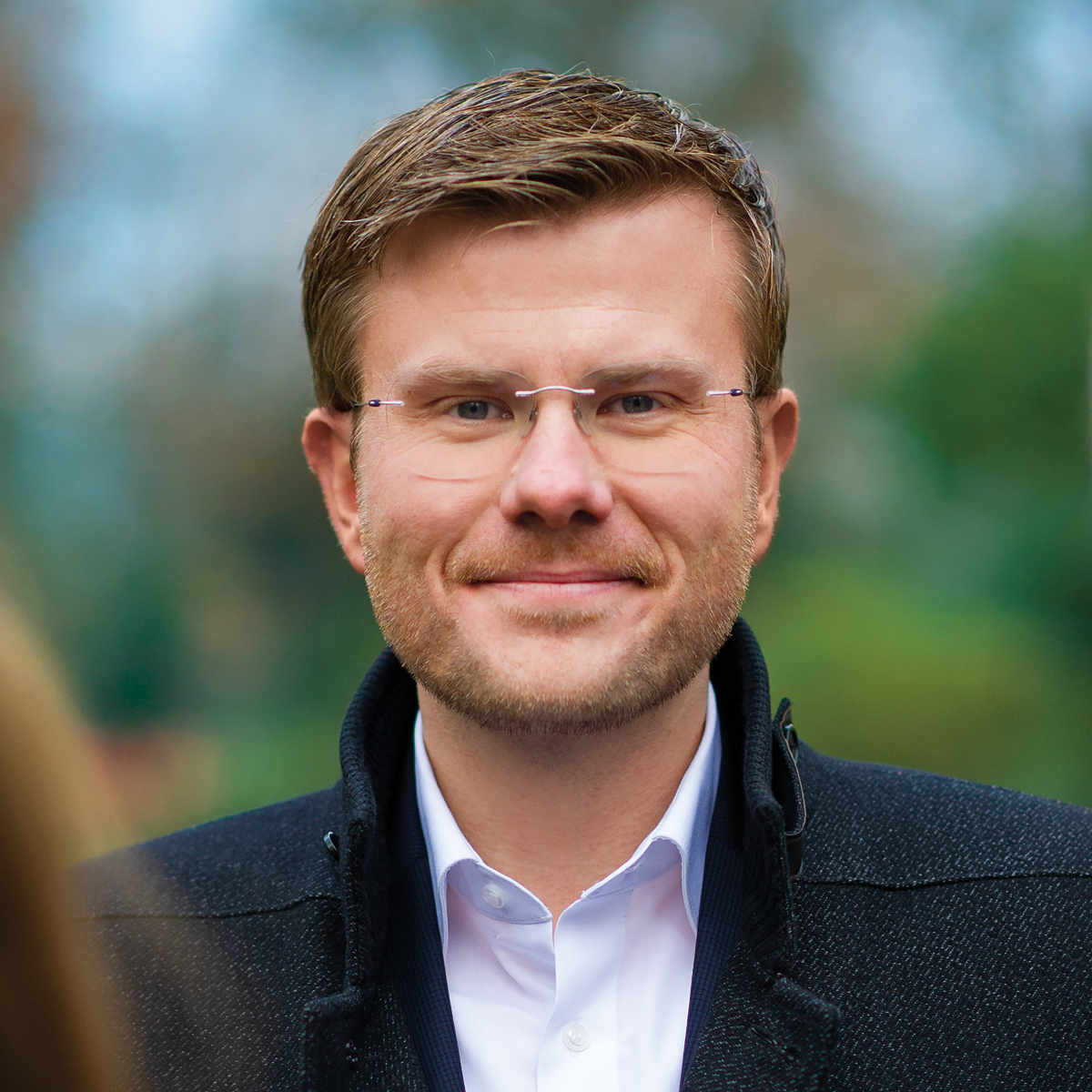
Marcus König (2020)

Marcus König (* 11. Oktober 1980 in Nürnberg) ist ein deutscher Kommunalpolitiker (CSU). Er ist seit dem 1. Mai 2020 Oberbürgermeister der Stadt Nürnberg. Zuvor war er seit 2017 Vorsitzender der CSU-Fraktion im Nürnberger Stadtrat.

## Leben
König wuchs im Nürnberger Stadtteil St. Jobst-Erlenstegen auf. Er besuchte das Knabeninternat St. Paul am Dutzendteich, dann die Hauptschule in der Scharrerstraße, danach die Wirtschafts- und die Fachoberschule. 
Er absolvierte von 1999 bis 2002 eine Ausbildung zum Bankkaufmann bei der Dresdner Bank in Nürnberg, wo er anschließend als Finanzberater und Sales Manager im Kreditgeschäft tätig war. Nach der Fusion mit der Commerzbank AG war er von 2011 bis 2017 Filialdirektor für verschiedene Filialen der Commerzbank. Von 2017 bis zum Amtsantritt als Nürnberger Oberbürgermeister war er Abteilungsdirektor bei der Commerzbank AG. Er ist Vorsitzender des Aufsichtsrates der N‑ERGIE Aktiengesellschaft.
König ist seit 2015 verheiratet und Vater eines Sohnes. Er ist Anhänger des 1. FC Nürnberg.

## Politik
König trat 1994 in die Junge Union ein. Er wurde Bezirksvorsitzender der Schüler-Union, später führte er die Junge Union Nürnberg an. Er ist seit 1998 in der CSU aktiv und wurde 2008 Mitglied des Stadtrats in Nürnberg und verkehrspolitischer Sprecher seiner Partei. Seit 2017 war er Fraktionsvorsitzender und finanzpolitischer Sprecher seiner Fraktion.
Als Oberbürgermeisterkandidat erreichte König bei der Kommunalwahl in Nürnberg 2020 im ersten Wahlgang einen Stimmenanteil von 36,45 %. Bei der Stichwahl am 29. März 2020 wurde er mit 52,20 % der Stimmen zum neuen Oberbürgermeister der Stadt Nürnberg gewählt. Er ist nach Ludwig Scholz (1996) der insgesamt zweite Politiker der CSU, dem es gelang, eine Oberbürgermeisterwahl in Nürnberg zu gewinnen. Sein Amt trat König am 1. Mai 2020 an. 
Im Dezember 2020 erließ König im Zuge der COVID-19-Pandemie in Deutschland eine als „Ausgangsbeschränkung“ bezeichnete Ausgangssperre für die Stadt Nürnberg. Darüber hinaus forderte er zu Silvester 2020 ein deutschlandweites Feuerwerksverbot.
Er gilt als Anhänger eines Ausbaus der U-Bahn Nürnberg und schlug verschiedentlich auch eine neue Linie, U4, vor.